# Marca de Merseburg
La marca de Merseburg fou una jurisdicció feudal del Sacre Imperi Romanogermànic a l'est de Saxònia.
Inicialment Merseburg fou un comtat que va esdevenir el centre d'una marca per les conquestes del comte Geró. La marca es va dir Marca Geronis (encara que a vegades se l'ha anomenat també Marca de Merseburg), del nom de seu líder, i a la mort d'aquest el 965 es va dividir en cinc marques més petites una de les quals va agafar el nom de Merseburg (que era la capital de la Marca Geronis).
El primer marcgravi que s'esmenta en aquesta nova marca fou Thietmar de Merseburg que va governar també a Meissen des del 970. Va ser marcgravi fins al 979. El successor fou Günther de Merseburg que va governar fins al 982. En aquest any les marques de Merseburg, Zeitz i Meissen foren donades a Ricdag o Rikdag i en endavant va deixar d'existir com a marca separada sent part de la marca de Meissen que el 985 va recaure en Eccard I, fill de Günther i membre de la família dels Ekkehardings.